# Linia kolejowa Röblingen am See – Vitzenburg
Linia kolejowa Röblingen am See – Vitzenburg – lokalna linia kolejowa w Niemczech, w kraju związkowym Saksonia-Anhalt. Biegnie z Röblingen am See do Vitzenburga i ma 31 km długości.